# Stod
Stod é uma cidade checa localizada na região de Plzeň, distrito de Plzeň-jih.